# Liste de châteaux et manoirs de l'Orne
Cet article recense de manière non exhaustive les châteaux (de défense ou d'agrément), maisons fortes, manoirs, mottes castrales, situés dans le département français de l'Orne. Le cas échéant, il est fait état des inscriptions et classements au titre des monuments historiques.

## Liste
| Icône            | Signification    | Abréviations             | Abréviations                  | Abréviations             | Abréviations           |
| ---------------- | ---------------- | ------------------------ | ----------------------------- | ------------------------ | ---------------------- |
| Château fort     | Château fort     | = Bastide                | = Ferme fortifiée             | = Maison forte           | = (Néo-)Palladianisme  |
| Renaissance      | Renaissance      | = Château gascon         | = Folie (montpelliéraine)     | = Manoir, Gentilhommière | = Résidence épiscopale |
| Domaine viticole | Domaine viticole | = Classicisme, classique | = Forteresse, fort(ification) | = Maison (noble)         | = Style Beaux-Arts     |
| Palais           | Palais           | = Commanderie            | = Gothique (flamboyant)       | = Néo-baroque            | = Style Second Empire  |
| Ruine ou disparu | Ruine, disparu   | = Château pinardier      | = Hôtel particulier           | = Néo-classique          | = Style italianisant   |
|                  |                  | = Demeure seigneuriale   | ... = Style Louis XII...XVI   | = Néo-gothique           | = Style troubadour     |
|                  |                  | = Éclectisme             | = Logis (seigneurial)         | = Néo-Renaissance        | = Villa (de Nice)      |
| Baroque, rococo  | Baroque, rococo  | = Édifice religieux      | = Motte castrale/féodale      | = Pavillon de chasse     | = Styles du XXe siècle |

| Type                                          | Château                        | Commune                                        | Protection                                                                    | Notes                                                | Coordonnées                 | Illustration |
| --------------------------------------------- | ------------------------------ | ---------------------------------------------- | ----------------------------------------------------------------------------- | ---------------------------------------------------- | --------------------------- | ------------ |
| Néo-classique · Palais · Résidence épiscopale | Palais d'Argentré              | Sées                                           | Classé MH (1908) · Notice no PA00110946                                       | XVIIIe siècle, ancien évêché                         | 48° 36′ 18″ N, 0° 10′ 25″ E |              |
| Manoir, gentilhommière                        | Manoir de la Baronnie          | Boischampré (Marcei)                           | Inscrit MH (1972) · Notice no PA00110845                                      | XIIe et XVIe siècles                                 | 48° 39′ 47″ N, 0° 02′ 34″ E |              |
| Néo-classique                                 | Château de Beaufossé           | Essay, Boitron                                 | Inscrit MH (2008) · Notice no PA61000055                                      | XIXe siècle, privé                                   | 48° 33′ 16″ N, 0° 15′ 30″ E |              |
| Manoir, gentilhommière                        | Manoir de la Bérardière        | Saint-Bômer-les-Forges                         | Inscrit MH (1974, 1995) · Notice no PA00110907 · Notice no IA61002763         | XVIe et XVIIe siècles, privé                         | 48° 39′ 06″ N, 0° 38′ 48″ O |              |
| Manoir, gentilhommière                        | Manoir de la Bonnerie          | Essay                                          | « Photo », notice no AP80L030557                                              |                                                      | 48° 32′ 34″ N, 0° 14′ 36″ E |              |
| Manoir, gentilhommière                        | Manoir de la Bouverie          | Mardilly                                       | Inscrit MH (1968) · Notice no PA00110847                                      | XVIIe siècle, privé                                  | 48° 49′ 37″ N, 0° 16′ 50″ E |              |
| Classicisme, classique                        | Château du Bourg-Saint-Léonard | Gouffern en Auge (Le Bourg-Saint-Léonard)      | Classé MH (1942) · Notice no PA00110752 · Notice no IA61002721                | XVIIIe siècle, privé                                 | 48° 46′ 03″ N, 0° 06′ 07″ E |              |
| Manoir, gentilhommière                        | Manoir de Bray (de Brais)      | Igé                                            | Inscrit MH (1977) · Notice no PA00110825 · Notice no IA00001515               | XVe et XVIIe siècles, privé                          | 48° 18′ 26″ N, 0° 28′ 43″ E |              |
| Château fort · Classicisme, classique         | Château de Carrouges           | Carrouges                                      | Classé MH (1927) · Notice no PA00110758 · Notice no IA61002749                | XIIIe et XVe siècles, XVIe et XVIIe siècles, privé   | 48° 33′ 36″ N, 0° 09′ 16″ O |              |
| Château fort · Classicisme, classique         | Château de Chambois            | Gouffern en Auge (Chambois)                    | Classé MH (1921) · Notice no PA00110764 · Notice no IA00001317                | XIIe siècle, XVIIe et XIXe siècles, public           | 48° 48′ 20″ N, 0° 06′ 25″ E |              |
| Manoir, gentilhommière                        | Manoir de la Chaslerie         | Domfront-en-Poiraie (La Haute-Chapelle)        | Inscrit MH (1926, 1993) · Classé MH (1995) · Notice no PA00110820             | XIVe et XVIe siècles, XVIIe et XVIIIe siècles, privé | 48° 37′ 03″ N, 0° 40′ 58″ O |              |
| Classicisme, classique                        | Château de Chèreperrine        | Origny-le-Roux                                 | Inscrit MH (1989) · Notice no PA00110978 · Notice no IA00001523               | XVIIIe siècle                                        | 48° 20′ 10″ N, 0° 24′ 58″ E |              |
| Manoir, gentilhommière                        | Manoir de la Cocardière        | Guerquesalles                                  | Inscrit MH (1929) · Notice no PA00110816 · Notice no IA00120154               | XVIe et XIXe siècles, privé                          | 48° 54′ 27″ N, 0° 13′ 00″ E |              |
|                                               | Château de Corru               | Beaufai                                        |                                                                               |                                                      |                             |              |
| Manoir, gentilhommière                        | Manoir de la Cour              | Putanges-le-Lac (Sainte-Croix-sur-Orne)        | Inscrit MH (2011) · Notice no PA61000061                                      | Privé                                                |                             |              |
|                                               | Château de Couterne            | Rives d'Andaine (Couterne)                     | Inscrit MH (1931) · Notice no PA00110788                                      |                                                      | 48° 32′ 07″ N, 0° 24′ 48″ O |              |
|                                               | Château de Domfront            | Domfront-en-Poiraie                            | Classé MH (1875, 1986) · Notice no PA00110791                                 | Public                                               | 48° 35′ 39″ N, 0° 39′ 08″ O |              |
| Château fort                                  | Château des Ducs               | Argentan                                       | Classé MH (1889) · Notice no PA00110715                                       | Moyen Âge Palais de justice                          | 48° 44′ 35″ N, 0° 01′ 11″ O |              |
|                                               | Château des ducs d'Alençon     | Alençon                                        | Classé MH (1862) · Notice no PA00110691                                       |                                                      | 48° 25′ 47″ N, 0° 04′ 59″ E |              |
|                                               | Chapelle des ducs d'Alençon    | Essay                                          | Inscrit MH (1975) · Notice no PA00110801                                      | Privée, bâtie sur une motte castrale                 | 48° 32′ 36″ N, 0° 14′ 48″ E |              |
|                                               | Château des Feugerets          | La Chapelle-Souëf Appenai-sous-Bellême         | Inscrit MH (2001) · Notice no PA61000025                                      |                                                      | 48° 20′ 08″ N, 0° 35′ 23″ E |              |
|                                               | Château de Flers               | Flers                                          | Inscrit MH (1907) · Notice no PA61000025                                      | Mairie et musée                                      | 48° 45′ 03″ N, 0° 34′ 32″ O |              |
|                                               | Château de Gacé                | Gacé                                           | Inscrit MH (1968) · Notice no PA00110811                                      | Mairie et musée                                      |                             |              |
| Manoir, gentilhommière                        | Manoir de la Grande-Rosière    | Montchevrel                                    |                                                                               | Privé                                                | 49° 04′ 03″ N, 0° 46′ 57″ E |              |
| Manoir, gentilhommière                        | Manoir de la Guyardière        | Domfront-en-Poiraie (La Haute-Chapelle)        | Inscrit MH (1992) · Notice no PA00111000                                      | Privé                                                |                             |              |
| Manoir, gentilhommière                        | Manoir de la Guyonnière        | Tinchebray-Bocage (Saint-Jean-des-Bois)        | Inscrit MH (1979) · Notice no PA00110926                                      | Privé                                                | 48° 43′ 55″ N, 0° 48′ 50″ O |              |
| Classicisme, classique                        | Haras national du Pin          | Le Pin-au-Haras                                | Inscrit MH (1995, Château) · Notice no PA00110888                             |                                                      | 48° 44′ 18″ N, 0° 08′ 49″ E |              |
|                                               | Château de Jumilly             | Saint-Bômer-les-Forges                         |                                                                               |                                                      |                             |              |
|                                               | Château de Livet               | Beaufai                                        |                                                                               |                                                      |                             |              |
|                                               | Château de Lonné               | Igé                                            | Inscrit MH (2000) · Notice no PA61000023                                      | Privé                                                | 48° 18′ 01″ N, 0° 31′ 28″ E |              |
|                                               | Château de Marcère             | Messei                                         |                                                                               | Mairie                                               |                             |              |
|                                               | Château de Marchainville       | Longny les Villages (Marchainville)            |                                                                               |                                                      |                             |              |
|                                               | Château de Médavy              | Médavy                                         | Inscrit MH (1926, 1989) · Classé MH (1989) · Notice no PA00110850             | Privé                                                | 48° 40′ 43″ N, 0° 05′ 52″ E |              |
|                                               | Château de Messei              | Messei                                         | Inscrit MH (1975) · Notice no PA00110854                                      | Privé                                                | 48° 42′ 20″ N, 0° 32′ 25″ O |              |
|                                               | Château du Mézeray             | Ticheville                                     |                                                                               | Privé                                                | 48° 55′ 11″ N, 0° 14′ 26″ O |              |
|                                               | Château de Monthimer           | Médavy (La Perrière)                           | Inscrit MH (1975) · Notice no PA00110885                                      | Privé                                                | 48° 23′ 37″ N, 0° 27′ 07″ E |              |
| Manoir, gentilhommière                        | Manoir de la Nocherie          | Saint-Bômer-les-Forges                         |                                                                               |                                                      |                             |              |
|                                               | Château d'Ô                    | Mortrée                                        | Inscrit MH (1964, 1977, 2002) · Classé MH (1964) · Notice no PA00110871       | Public / Privé                                       | 48° 38′ 52″ N, 0° 05′ 15″ E |              |
|                                               | Château de Rabodanges          | Putanges-le-Lac (Rabodanges)                   | Inscrit MH (1944) · Classé MH (1981) · Notice no PA00110894                   | Privé                                                | 48° 48′ 18″ N, 0° 17′ 26″ O |              |
|                                               | Château du Repas               | Putanges-le-Lac (Chênedouit)                   | Classé MH (1967) · Notice no PA00110775                                       | Privé                                                | 48° 46′ 06″ N, 0° 21′ 26″ O |              |
| Motte castrale ou féodale                     | Château de Roche d'Igé         | Igé                                            | Inscrit MH (1975) · Notice no PA00110826                                      | Privé                                                | 48° 19′ 23″ N, 0° 29′ 57″ E |              |
|                                               | Château de Saint-Christophe    | Boischampré (Saint-Christophe-le-Jajolet)      |                                                                               | Privé                                                |                             |              |
|                                               | Château de Sassy               | Boischampré (Saint-Christophe-le-Jajolet)      | Inscrit MH (1932, 1993, 2006) · Classé MH (1986, 1994) · Notice no PA00110913 | Privé                                                | 48° 39′ 20″ N, 0° 00′ 03″ E |              |
| Manoir, gentilhommière                        | Manoir de la Saucerie          | Domfront-en-Poiraie (La Haute-Chapelle)        | Classé MH (1955) · Notice no PA00110821                                       | Privé                                                | 48° 35′ 49″ N, 0° 42′ 51″ O |              |
|                                               | Château de Tercey              | Boischampré (Saint-Loyer-des-Champs)           |                                                                               |                                                      |                             |              |
|                                               | Château du Tertre              | Belforêt-en-Perche (Sérigny)                   | Inscrit MH (1997) · Classé MH (1979, 1997) · Notice no PA00110951             | Privé                                                |                             |              |
|                                               | Château de Vaugeois            | Saint-Ouen-le-Brisoult Neuilly-le-Vendin Madré |                                                                               |                                                      | 48° 29′ 17″ N, 0° 21′ 14″ O |              |
|                                               | Château de La Ventrouze        | La Ventrouze                                   | Inscrit MH (1979) · Notice no PA00110963                                      | Privé                                                | 48° 36′ 39″ N, 0° 41′ 54″ E |              |
|                                               | Château du Vieux-Beaufai       | Beaufai                                        |                                                                               |                                                      |                             |              |
|                                               | Château de Villiers            | Essay                                          |                                                                               | Privé                                                |                             |              |
|                                               | Château de Vimer               | Guerquesalles                                  |                                                                               | Privé                                                | 48° 54′ 24″ N, 0° 14′ 02″ E |              |